# Elvira Elfström
Elvira Helga Cecilia Elfström, född 18 december 1899 i Kungsbacka, död 9 mars 1983 i Helsingborg, var en svensk konstnär.
Hon var dotter till lokomotivmästaren C.E. Elfström och Johanna Amanda Gunberg. Elfström var som konstnär autodidakt och bedrev självstudier under resor till bland annat England, Frankrike, Italien och Nederländerna. Hon medverkade i utställningar med Helsingborgs konstförening. Hennes konst består av stilleben, landskap och djurstudier särskilt katter.